# Olympische Winterspiele 1998/Teilnehmer (Kenia)
| Gelbes Symbol für Goldmedaillen mit stilisierten Olympischen Ringen | Graues Symbol für Silbermedaillen mit stilisierten Olympischen Ringen | Braundes Symbol für Bronzemedaillen mit stilisierten Olympischen Ringen |
| ------------------------------------------------------------------- | --------------------------------------------------------------------- | ----------------------------------------------------------------------- |
| —                                                                   | —                                                                     | —                                                                       |

Kenia nahm bei den Olympischen Winterspielen 1998 im japanischen Nagano mit einem Athleten teil.
Es war die erste Teilnahme Kenias an Olympischen Winterspielen.

## Flaggenträger
Der Skilangläufer Philip Boit trug die Flagge Kenias während der Eröffnungsfeier im Olympiastadion.

## Teilnehmer nach Sportarten

### Skilanglauf
| Athleten    | Wettbewerbe     | Zeit        | Rang |
| ----------- | --------------- | ----------- | ---- |
| Männer      |                 |             |      |
| Philip Boit | 10 km Klassisch | 47:25,5 min | 92   |